# Allée Rimski-Korsakov
L'allée Rimski-Korsakov est une voie du 18e arrondissement de Paris, en France.

## Situation et accès
L'allée Rimski-Korsakov est une voie située dans le 18e arrondissement de Paris. Elle débute au 10, rue Tristan-Tzara et se termine en impasse.

## Origine du nom

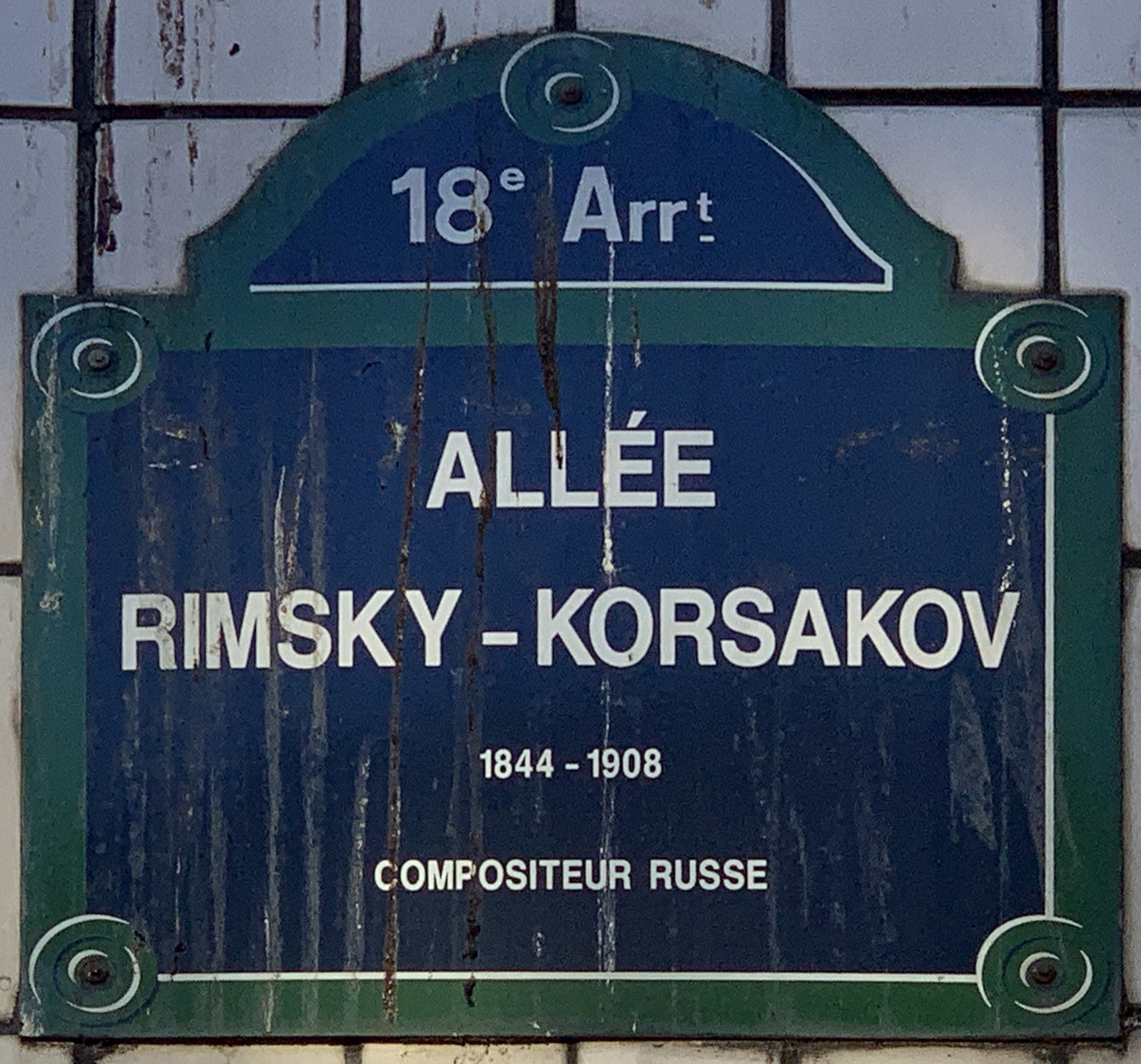
Plaque de l'allée.

Elle doit son nom au compositeur russe Nikolaï Rimski-Korsakov (1844-1908).

## Historique
La voie est créée dans le cadre de l'aménagement de la ZAC Évangile sous le nom provisoire de « voie AQ/18 » et prend sa dénomination actuelle par arrêté municipal du 15 novembre 1991.